# Industrie- und Handelskammer Eupen-Malmedy-St.Vith
Die Industrie- und Handelskammer Eupen-Malmedy-St.Vith (bis 1929 Handelskammer zu Eupen) ist eine belgische Industrie- und Handelskammer mit Sitz in Eupen. Es handelt sich um die einzige IHK im Gebiet der Deutschsprachigen Gemeinschaft.

## Geschichte
1783 erfolgte unter habsburgischer Herrschaft in Eupen die Einrichtung eines Kaufmannskollegiums, einer Art Handelskammer. Mit der französischen Annexion des linken Rheinufers endete die habsburgischer Herrschaft. Am 12. April 1804 wurden mit einem Regierungserlass Napoleons in 154 französischen Städten, darunter Eupen und Malmedy die  Gründung einer „Chambre consultative de manufactures, fabriques, arts et metiers“ (Beratende Kammer der Manufakturen, Fabriken und des Kleingewerbes) angewiesen.  Am 5. März 1805 wurden die ersten Kammerwahlen durchgeführt.  Kammerpräsident war jeweils der Bürgermeister von Eupen.
Nach dem Wiener Kongress wurde Eupen preußisch. Die französischen Regelungen bezüglich der konsultativen Handelskammern blieben unverändert in Kraft. Mit Gesetz vom 11. Februar 1848 wurde in Preußen die Möglichkeit der Bildung einer Handelskammer neu geregelt. Am 28. Oktober 1848 stellte die konsultative Kammer den Antrag auf Umwandlung in eine Handelskammer gemäß diesem Gesetz. Diesem wurde nicht stattgegeben. Am 11. Dezember 1857 erfolgte ein erneuter Antrag, dem der König am 12. September 1858 die Zustimmung gab. Die neue Kammer trug den Namen Handelskammer zu Eupen. 1897 erfolgte eine Erweiterung des Kammerbezirks um die Kreise Malmedy und Montjoie. 1914 (die Genehmigung des Ministeriums erfolgte 1915) wurde das Kammergebiet um den Kreis Schleiden erweitert. Hierdurch stieg die Zahl der Kammermitglieder von 15 auf 20. Hiervon entfielen sieben auf den Kreis Eupen, jeweils fünf auf Malmedy und Schleiden sowie 3 auf Montjoie.
Mit dem Ende des Ersten Weltkriegs wurden Eupen und Malmedy durch Belgien annektiert. Die bei Deutschland verbliebene Hälfte des Kammerbezirks kam zur Handelskammer Aachen. Mit Dekret vom 18. April 1922 verlor die Handelskammer zu Eupen den öffentlich-rechtlichen Status und wurde in eine privatrechtliche freie Fachvereinigung umgewandelt. Am 12. Dezember 1929 genehmigte die Vollversammlung eine neue Satzung. Der Name laute nun Industrie- und Handelskammer Eupen-Malmedy-St.Vith. Der Kammerbezirk umfasste die Kantone Eupen, Malmedy und St. Vith.
Mit Beginn des Zweiten Weltkriegs  kehrte das Kammergebiet 1938 wieder nach Deutschland zurück. Die Kammer wurde nun wieder als deutsche IHK Berufsständische Körperschaft des öffentlichen Rechts. Gleichzeitig erfolgte die Gleichschaltung durch die Nationalsozialisten. Der Präsident wurde ernannt, das Führerprinzip eingeführt und die Selbstverwaltung der Wirtschaft beendet. Mit Erlass vom 19. Juni 1940 wurde die IHK Eupen aufgelöst und der Kammerbezirk der Aachener IHK zugeordnet. Eupen blieb Nebenstelle der IHK Aachen. Auch die IHK Aachen wurde 1942 aufgelöst und ging in der Gauwirtschaftskammer auf.
Mit der Besetzung durch die amerikanischen Truppen wurde die Arbeit der Kammer kurz unterbrochen, bereits 1944 nahm sie aber wieder die Arbeit auf. Nun wieder Teil Belgiens war die Rechtsstellung der Kammer die gleiche wie vor 1938. Am 17. Januar 1961 wurde die Rechtsform (analog der anderen belgischen Kammern) von einer freien Fachvereinigung in den einer Gesellschaft ohne Erwerbszweck umgewandelt.

## Aufgaben
Gesetzliche Aufgaben der IHK sind:
- Beglaubigung von Ursprungszeugnissen
- Erstellung von Zollübergangsdokumenten für die vorübergehende Aus- und Einfuhr von Waren und Material (A.T.A.)

Daneben leistet die Kammer Beiträge zur Information und Beratung, führt  Seminare und Vortragsveranstaltungen durch und veröffentlicht Finanz- und Konjunkturanalysen. Die Kammer ist Interessenvertretung der gewerblichen Wirtschaft im Kammerbezirk.

## Präsidenten
- 1805–1818 Nicolas Vercken de Vreuschemen
- 1818–1822 Gerhardt Wilhelm Hüffner
- 1822–1838 Andreas Joseph Franz von Grand Ry
- 1838–1846 Peter Ney
- 1846–1880 Julius The Losen
- 1880–1890 Gustav G. Fremery
- 1890–1912 Robert Wetzlar
- 1913–1926 Alfred Peters
- 1926–1929 Theodor Pohl
- 1929–1947 Josef Jeuckens
- 1947–1969 Freddy Küchenberg
- 1969–1997 Alfred Bourseaux
- 1997–2003 Axel Bourseaux
- 2003–2017 Robert Mockel
- Ab 2017 Marc Knauf